# نيو إنغلاند جورنال أوف ميديسين
مجلة نيو إنغلاند الطبية NEJM (بالإنجليزية: The New England Journal of Medicine، اختصاراً NEJM، حرفياً مجلة نيو إنغلاند الطبية)‏ مجلة طبية مراجعة باللغة الإنكليزية تصدر عن جمعية أطباء ماساشوستس [الإنجليزية] تأسست في سنة 1812 وتصف نفسها بأنها أقدم مجلة طبية في العالم تصدر بصورة مستمرة. تنشر المجلة مقالات عن البحوث الأصلية ومقالات مراجعة وافتتاحيات وتقارير حالات، بالإضافة إلى مراسلات، وفيها قسم خاص يسمى «صور في الطب السريري».

## تاريخها
في سبتمبر 1811 قدم جون كولينز وورين الطبيب من بوسطن وجيمس جاكسون عرضاً رسمياً بتأسيس «مجلة نيو إنغلاند للطب والجراحة والفروع العلمية الرادفة» (بالإنجليزية: New England Journal of Medicine and Surgery and Collateral Branches of Science)‏ كمجلة طبية وفلسفية. صدر العدد الأول منها في يناير 1812، وكانت تصدر فصلياً.
اقتنت المجلة إصداراً آخر هو Boston Medical Intelligencer ودمجت الإصدارين فصارت تصدر أسبوعياً منذ فبراير 1828 تحت عنوان «مجلة بوسطن الطبية والجراحية» (بالإنجليزية: Boston Medical and Surgical Journal)‏.
اقتنت جمعية أطباء ماساشوستس هذه المجلة في سنة 1921 مقابل دولار واحد وأعادت تسميتها لتصبح مجلة نيو إنغلاند الطبية.

## روابط خارجية
- نيو إنغلاند جورنال أوف ميديسين على موقع الموسوعة البريطانية (الإنجليزية)